# Boada (kommunhuvudort)
Boada är en kommunhuvudort i Spanien.   Den ligger i provinsen Provincia de Salamanca och regionen Kastilien och Leon, i den centrala delen av landet, 220 km väster om huvudstaden Madrid. Boada ligger 780 meter över havet och antalet invånare är 359.
Terrängen runt Boada är platt. Runt Boada är det glesbefolkat, med 11 invånare per kvadratkilometer. Närmaste större samhälle är La Fuente de San Esteban, 4,3 km öster om Boada. Trakten runt Boada består i huvudsak av gräsmarker.